# Marcelo Rosa da Silva
Marcelo Rosa da Silva (* 29. Januar 1976 in Porto Alegre) ist ein ehemaliger brasilianischer Fußballspieler.

## Karriere
Marcelo begann seine Karriere 1995 beim Erstligisten SC Internacional. Für Internacional bestritt er 67 Erstligaspiele und schoss dabei sieben Tore. 1997 wurde er mit dem Verein Tabellendritter der Campeonato Brasileiro Série A. 1999 wechselte er zu CR Flamengo und erreichte er das Halbfinale des Copa do Brasil. 2000 kehrte er zum SC Internacional zurück. 2001 wechselte er auf Leihbasis zum japanischen Erstligisten Cerezo Osaka. Am Ende der J1 League 2001 stieg der Verein in die zweite Liga ab. Von 2002 bis 2003 war er außerdem noch beim schweizerischen Servette FC und kolumbianischen Independiente Medellín unter Vertrag. 2004 kehrte er nach Brasilien zurück. Danach spielte er bei América FC (RN), Mogi Mirim EC, Marília AC und Criciúma EC.

## Erfolge
Internacional
- Staatsmeisterschaft von Rio Grande do Sul: 1997

Flamengo
- Copa Mercosur: 1999

Criciuma
- Série C: 2006